# كلب سامودي
السَامُودِيّ أو الكلاب السامودية هي سلالة من كلاب الرعي متوسطة الحجم ذات غطاء فروي سميك أبيض مزدوج الطبقة. وهو كلب من نوع سبيتز أخذ اسمه من الشعوب السامودية السيبيرية. وهو كلب من كلاب الزلاجات العاملة ويتميز بشكل جذاب، أما عن تاريخه فقد ظهر منذ العصور القديمة حيث كان هناك شعب من صيادي الطيور والأسماك يعيش في سيبيريا وكان يٌعرف بشعب السامويد وهذا الشعب استخدم كلبا أبيض قوى وجميل لسحب زحافتهم فأصبح هذا الكلب يحمل اسم هذا الشعب وفي عام 1889 أحضر المستكشف روبرت سكوت عددا من هذة الكلاب إلى إنجلترا حيث تطورت هذة السلالة ونشرها ذلك لأن الملكة الكسندرا كانت تريده وتم أنشاء نادي سامويد (بالإنجليزية: Samoyed)‏ الأمريكي الأصلي في عام 1923م. 

## المواصفات
الوصف: Samoyed هو طلق المحيا والنوع، إلى حد ما مزعج، وهو كلب العائلة الذي لديه ولع بالناس، وخصوصا الأطفال.
استحدثت على مر السنين على مقربة من الناس، ولذلك يحب أن يكـون حولهم.
جمـال Samoyed في الابتسامة، والتي تمتد من الأذن إلى الأذن [بحاجة لمصدر].  
- الطول:

1. ارتفاع الذكر من 53 سم إلى 60سم
2. الأنثى من 48 سم إلى 53 سم

- الوزن من 23 كجم إلى 30 كجم لكلاهما
- له رأس قوي وأنف سوداء
- الأذنان متوسطا الحجم ومستديرتان عند الرأس ومحمولتان بانتصاب
- الذيل طويل ممتلى بالشعر محمولا ومرفوعا على الظهر وسيقانة صلبة وعضلية واقدام مغطاة بالشعر
- معطف كثيف وخشن غير متموج بمعطف سفلي ناعم وكثيف يحميه ضدد البرد القطبي اللون المفضل، أبيض ناصع وأحيانا أبيض مصفر.

## الشخصية
يتسم سامويد بالهدوء والطاعة والطيب كما أنه كلب اجتماعي ولا يبحث عن المشاكل ولكنه يستطيع التعامل مع الخصم المشاكس عند الضرورة. 
وبالنسبة لتصنيفات الوظائف ينتمي سامويد Samoyed الي مجموعة أنواع كلاب العمل Working Dogs .

## الاستعمال
يعتبر سامويد كلـب زحافة ممتاز، حيث يستطيع سحب أحمال ثقيلة ولمسافات طويلة، كما استخدم في صيد فيل البحر وفي حراسة القطعان، لكنه يميل للنباح بصورة متكررة وحيوية.

## المشاكل الصحية
يتعرض البعض من السلالة إلى التهاب و تزحزح في العينين من الممكن ان يفقـد النظر على إثرها، وذلك يحدث في الغالب للذكور ومن المشاكل الصحية أيضا التهاب الجلد الذي يسبب مشاكل كبيرة خاصة في فرائه.